# Gilles Magnus
Gilles Magnus (1999. augusztus 30. –) belga autóversenyző.

## Pályafutása
Pályafutását gokartozással kezdte meg. 2012-ben a belga gokart kupa - X30 Junior, valamint a BNL Karting Series - Minimax értékelésében egyaránt a 3. helyen zárt. 2014-ben az IAME International Final - X30 Junior kiírását a 2. helyen fejezte be.
2016-ban a Francia Formula–4-es bajnokságban folytatta a pályafutását és az összetett értékelésben a kínai Dzse Dzsefej mögött a 2. lett az év végi tabellán. A 20 futamos évad során 1 győzelmet szerzett és 13 alkalommal mehetett fel a pódiumra.
2017-ben a Formula Renault 2.0 NEC sorozatba szerződött a francia R-ace GP csapatához. A 11 futamból álló idény során ötször szerezte meg az első rajthelyet, míg a futamok után háromszor pezsgőzhetett a dobogón, ezekből kétszer futamgyőztesként. Az év során a csapattársával Michaël Benyahia-val vívott az egyéni titulusért, végül azonban mindössze egy ponttal alulmaradt, így 150 megszerzett pontjával ismét be kellett, hogy érje az év végi 2. hellyel.
2018-ban megnyerte a Belga Formula Endurance bajnokság hat futamból álló kiírását a Russel Racing by DVB Racing színeiben egy Norma M20 FC-t vezetve, Cristoff Corten, Frank Thiers, Hans Thiers és Jeffrey van Hoydonk csapattársaként. Csapata összesen két győzelmet szerzett és a hat versenyből ötször is a dobogón ünnepelhettek a pilótái. Emellett debütált a Blancpain GT Sprint kupa első versenyhétvégéjén a belgiumi Zolderben, csapattársával, Alessio Picariello-val egy Audi R8 LMS volánjánál. Az első futamon egy összetettbeli hetedik, a második futamon pedig egy hatodik helyezést értek el, viszont ez a kategóriájukban első helyet jelentett számukra mindkét versenyen.
2019-ben miután bekerült a Belga Királyi Autóklub által támogatott pilóták közé debütálhatott a TCR Európa-kupa sorozatban. Összesen három alkalommal végzett dobogón, hazai futamát pedig meg is tudta nyerni, ekkor ideiglenesen a tabella élére állt addigi kiegyensúlyozott versenyzésének köszönhetően. Az ezt követő négy futamon azonban nem tudott pontot szerezni, sőt három alkalommal kiesett és mindössze egy tizenhetedik hely volt a legjobbja a bajnokság ezen szakaszán. Bár a Barcelonában a második futamon a másodikként intette le a kockás zászló, a teljesítménye összességében nem volt elegendő, hogy érdemben bele tudjon szólni a bajnoki címért folytatott küzdelembe, azonban a bronzérmes pozícióért egészen az utolsó versenyhétvégéig versenyben volt. Miután azonban többek között további még egy kiesést valamint egy huszadik helyet is begyűjtött - utóbbit pont a szezonzáró versenyen - az idény második felében így végül a 6. helyen zárt. A TCR BeNeLux értékelésében viszont sikerült megszereznie a 3. pozíciót Julien Briché, valamint Josh Files mögött, két futamgyőzelmet szerezve. Az év végén részt vett az FIA Motorsport Játékokon a túraautók számára kiírt kategóriában, amit az olaszországbeli Vallelunga-i aszfaltcsíkon rendeztek meg. Audijával Belgiumot képviselve a 2. lett a szintén Audis orosz Klim Gavrilov mögött.
2020-ban is sokáig úgy tűnt, hogy ismét a TCR Európa-kupa küzdelmeiben fog részt venni a Comtoyou csapatával, azonban a korornavírus-játvány következtében változtattak a túraautó-világkupa nevezésekre vonatkozó szabályrendszerén, így a gárdának lehetősége nyílt egy harmadik teljes szezont teljesítő pilótát is nevezni, így ezt a szerepkört Magnus kapta meg, hogy a túraautózás csúcskategóriájában bizonyíthasson.

## Eredményei

### Karrier összefoglaló
| Év      | Bajnokság                         | Csapat                      | Autó               | Versenyek | Pole | Leggyorsabb kör | Győzelem | Dobogós helyezés | Helyezés | Pont  |
| ------- | --------------------------------- | --------------------------- | ------------------ | --------- | ---- | --------------- | -------- | ---------------- | -------- | ----- |
| 2016    | Francia Formula–4-es bajnokság    |                             | Formula Academy    | 20        | 0    | 1               | 1        | 13               | 2.       | 278   |
| 2017    | Formula Renault 2.0 NEC           | R-ace GP                    | Tatuus FR2.0/13    | 11        | 5    | 2               | 2        | 3                | 2.       | 150   |
| 2018    | Belga Endurance bajnokság         | Russel Racing by DVB Racing | Norma M20 FC       | 6         | 0    | 1               | 2        | 5                | 1.       | 203,5 |
| 2018    | Blancpain GT Sprint kupa          | Belgian Audi Club Team WRT  | Audi R8 LMS        | 2         | 0    | 0               | 0        | 0                | 20.      | 7,5   |
| 2019    | TCR Európa-kupa                   | Comtoyou Racing             | Audi RS 3 LMS TCR  | 12        | 1    | 1               | 1        | 3                | 6.       | 202   |
| 2019    | TCR Benelux                       | Comtoyou Racing             | Audi RS 3 LMS TCR  | 10        | 1    | 0               | 1        | 3                | 3.       | 240   |
| 2019    | FIA Motorsport Játékok - Túraautó | Team Belgium                | Audi RS 3 LMS TCR  | 1         | 0    | 0               | 0        | 1                | 2.       | —     |
| 2020    | WTCR                              | Comtoyou Team Audi Sport    | Audi RS 3 LMS TCR  | 18        | 1    | 1               | 0        | 5                | 5.       | 172   |
| 2020    | Michelin Le Mans-kupa - LMP3      | Mühlner Motorsport          | Duqueine M30 - D08 | 1         | 0    | 0               | 0        | 0                | 27.      | 4     |
| 2021    | WTCR                              | Comtoyou Team Audi Sport    | Audi RS 3 LMS TCR  | 16        | 0    | 0               | 1        | 4                | 10.      | 139   |
| 2022    | WTCR                              | Comtoyou Team Audi Sport    | Audi RS 3 LMS TCR  | 16        | 1    | 3               | 3        | 4                | 5.       | 210   |
| 2022    | GT Európa Sprint-kupa             | Comtoyou Racing / Saintéloc | Audi R8 LMS Evo II | 8         | 0    | 0               | 1        | 1                | 6.       | 56,5  |
| 2024    | Hankook Dubai 24 órás             | Eastalent Racing Team       | Audi R8 LMS Evo II | 1         | 0    | 0               | 1        | 1                | 1.       | -     |
| Forrás: |                                   |                             |                    |           |      |                 |          |                  |          |       |

* A szezon jelenleg zajlik.

### Teljes GT Európa Sprint-kupa eredménylistája
(Táblázat értelmezése)

(Félkövér: pole-pozícióból indult; dőlt: leggyorsabb kört futott) 

| Év   | Csapat                      | Osztály | 1        | 2        | 3       | 4        | 5        | 6        | 7     | 8     | 9        | 10      | Helyezés | Pont |
| ---- | --------------------------- | ------- | -------- | -------- | ------- | -------- | -------- | -------- | ----- | ----- | -------- | ------- | -------- | ---- |
| 2018 | Belgian Audi Club Team WRT  | Silver  | ZOL 1 7  | ZOL 2 6  | BRH 1   | BRH 2    | MIS 1    | MIS 2    | HUN 1 | HUN 2 | NÜR 1    | NÜR 2   | 8.       | 35   |
| 2022 | Comtoyou Racing / Saintéloc | Silver  | BRH 1 11 | BRH 2 18 | MAG 1 6 | MAG 2 16 | ZAN 1 19 | ZAN 2 11 | MIS 1 | MIS 2 | VAL 1 12 | VAL 1 9 | 6.       | 56,5 |

### Teljes TCR Európa-kupa eredménysorozata
| Összetett   | 6 | 2 | 8 | 9 | 1 | 26† | 17 | Ki | Ki | 10 | Ki | 2 | 6 | 20 | 6. | 202 |
| TCR Benelux | 4 | 2 | 6 | 6 | 1 | 10† |    |    |    |    | Ki | 1 | 6 | 7  | 3. | 240 |

† A versenyt nem fejezte be, de helyezését értékelték, mert a versenytáv több, mint 75%-át teljesítette.

### Teljes WTCR-es eredménysorozata
| Év   | Csapat                   | Autó                     | 1   | 1   | 2   | 2   | 3   | 3   | 3   | 4   | 4   | 4   | 5   | 5   | 5   | 6   | 6   | 6   |     |     | Helyezés | Pont |
| 2020 | Comtoyou Racing          | Audi RS 3 LMS TCR        | BEL | BEL | GER | GER | SVK | SVK | SVK | HUN | HUN | HUN | ESP | ESP | ESP | ARA | ARA | ARA |     |     | 5.       | 172  |
| ---- | ------------------------ | ------------------------ | --- | --- | --- | --- | --- | --- | --- | --- | --- | --- | --- | --- | --- | --- | --- | --- | --- | --- | -------- | ---- |
| 2020 | Comtoyou Racing          | Audi RS 3 LMS TCR        | 103 | 43  | 7   | Ki  | 74  | 2   | 35  | 15  | 10  | 14  | 32  | 8   | 51  | 3   | 4   | 9   |     |     | 5.       | 172  |
|      |                          |                          | 1   | 1   | 2   | 2   | 3   | 3   | 4   | 4   | 5   | 5   | 6   | 6   | 7   | 7   | 8   | 8   | 9   | 9   |          |      |
| 2021 | Comtoyou Team Audi Sport | Audi RS 3 LMS TCR (2021) | GER | GER | POR | POR | ESP | ESP | HUN | HUN | CZE | CZE | FRA | FRA | ITA | ITA | RUS | RUS |     |     | 10.      | 139  |
| 2021 | Comtoyou Team Audi Sport | Audi RS 3 LMS TCR (2021) | 14  | 9   | 8   | 14  | 6   | 3   | 12  | 9   | Hn  | 9   | 14  | 17  | 73  | 34  | 3   | Ki  |     |     | 10.      | 139  |
| 2022 | Comtoyou Team Audi Sport | Audi RS 3 LMS TCR (2021) | FRA | FRA | GER | GER | HUN | HUN | ESP | ESP | POR | POR | ITA | ITA | ALS | ALS | BHR | BHR | KSA | KSA | 5.       | 210  |
| 2022 | Comtoyou Team Audi Sport | Audi RS 3 LMS TCR (2021) | 85  | Ki  | T2  | T   | 41  | 7   | 1   | 14  | Ki  | 13  | 3   | 1   | 75  | 5   | Ki  | Ki  | 53  | 1   | 5.       | 210  |

† A versenyt nem fejezte be, de helyezését értékelték, mert a versenytáv több, mint 75%-át teljesítette.